# Cegedim
Cegedim är ett franskt företag, beläget i Kista, med inriktning på läkemedelsindustrin. Företaget grundades 1969 och har idag mer än 5 000 anställda. Huvudkontoret ligger i Paris.